# Louise Desgarcins
Magdelaine-Marie Des Garcins, bekannt als Louise Desgarcins (* 23. Mai 1769 in Mont-Dauphin; † 27. Oktober 1797 in Paris), war eine französische Schauspielerin.

## Herkunft
Der Vater Desgarcins war Infanterieoffizier, der für seine Verdienste den Ordre royal et militaire de Saint-Louis verliehen bekam. Weil er bei einem Duell seinen Gegner getötet hatte, musste er fliehen und kam so, mit seiner Familie, nach Haarlem, wo er zum Lebensunterhalt Gartenbau betrieb. Auf Betreiben Chrétien Malesherbes konnte er nach Frankreich zurückkehren, wo er nicht nur seinen alten Platz im Militär einnahm, sondern zum Colonel befördert wurde. Im neuen Regiment traf er den Bruder des von ihm Getöteten, erschrak, sank um und starb. Malesherbes sorgte nun für eine bescheidene Unterkunft der Witwe und der Waise, die in einem Wirtschaftsgebäude des Jardin du Roi lag.

## Karriere
Desgarcins, nun 18-jährig, durchquerte auf ihrem Weg zum Waisenhaus von Hôpital de la Pitié, regelmäßig den Park. Dort traf sie den jungen François-Joseph Talma, der gerade an der Comédie-Française debütiert hatte. Die beiden freundeten sich an und er gab ihr den Rat ans Pariser Konservatorium zu gehen, um mit einer Ausbildung ihre Existenzgrundlage zu sichern. Sie litt an Hämoptyse, die aber behandelbar war, und so trat sie die Ausbildung unter Dugazon und Molé an. Sie debütierte dann an der Comédie im Jahr 1788, in Jean Racines Tragödie Bajazet, in der Rolle der Atalide. Sie überzeugte ihr Publikum und François-Guillaume Ducray-Duminil sagte ihr eine große Zukunft voraus.
Ihre große Armut war ihr anzusehen, weil sie ein schmächtiges und gebrechliches Äußeres hatte, doch auf der Bühne machte sie das, mit ihrer Lust aufs Schauspiel, vergessen. Desgarcins glänzte und sie bekam durchweg, im Journal de Paris und Mercure de France, gute Kritiken. Auch Friedrich Melchior Grimm war in seiner Correspondance littéraire, philosophique et critique hoch des Lobes. So kam es, dass ihre Debütrolle der Comédie fünf Monate lang ein ausverkauftes Haus bescherte. Das führte dazu, dass sie, entgegen jeder Regel, sofort in die Société de la Comédie-Française aufgenommen wurde.
Als im Jahr 1790 die Tragödie Charles IX, ou l école des rois von André Chénier aufgeführt wurde, zerstritt sich die Truppe und so gingen einige Schauspieler, darunter Talma, Dugazon, Grandmesnil, gerade debütiert und eben Desgarcins, weg von der Comédie und nahmen ein Engagement am Théâtre des Variétés-Amusantes an.

## Privates
Desgarcins pflegte eine Liaison mit einem vornehmen Verehrer namens Allard. Sie zeigte sich in dieser Beziehung als sehr eifersüchtig und suchte ihn oft zu Hause auf, um ihn in flagranti zu erwischen, was ihr nicht gelang. Das Ganze ging so weit, dass sie sich selbst mehrmals in die eigene Brust stach und es zwei Monate dauerte, bis sie wieder aus Lebensgefahr war. Die vollständige Genesung dauerte zwei Jahre, bis sie im Jahr 1795 wieder auf die Bühne zurückkehren konnte. Das Ganze verursachte einen öffentlichen Skandal und sie sah sich gezwungen, eine Stellungnahme an das Journal de Paris zu schicken, bei der sie aber über ihren Liebhaber schwieg. 

## Das letzte Jahr
Zurück auf der Bühne brach ihre alte Krankheit aus und sie spuckte wieder Blut. Das veranlasste sie, sich aufs Land, vor die Tore von Sceaux, nahe dem Schloss, zurückzuziehen. Dort bezog sie ein bescheidenes Quartier. Als sie eines Abends Milch holen wollte und an das Tor des Parc de Sceaux kam, fand ein Überfall statt. Sie, der Wächter, ein Arbeiter und eine Dienerin wurden gefangen genommen und in den Keller gesperrt. Später kamen noch zwei unbeteiligte Passanten dazu, die die Banditenbande hätten verraten können. Desgarcins bekniete die Verbrecher, ihnen nichts zuleide zu tun, aber der Wächter wurde trotzdem getötet. Die Geiseln wurden letztlich befreit. Sie reiste im Anschluss sofort nach Paris, wo sie Spenden für die Witwe des getöteten Wächters sammelte und eine nicht unerhebliche Summe von 300 Livre zusammenkam.
In Paris, beinahe mittellos, bezog sie ein Zimmer in einem kleinen Hotel garni. Das Théâtre des Variétés-Amusantes hatte während der Revolutionsunruhen vorübergehend geschlossen und so war sie arbeitslos. Ihr Liebhaber, Allard, war nach Italien gegangen und sie konnte sich von ihm keine Unterstützung erhoffen. Auch ihren ehemaligen Kollegen schien nichts an ihrem Schicksal gelegen zu sein. Sie starb elf Monate nach dem Vorfall in Sceaux in ihrem ärmlichen Bett. Lediglich der Courrier des spectacles druckte einen Nachruf.
Es ist bekannt, dass Desgarcins eine Tochter hatte, über deren Schicksal nichts bekannt ist.